# Clypeaster
Clypeaster is een geslacht van zee-egels, en het typegeslacht van de familie Clypeasteridae. Soorten uit dit geslacht zijn fossiel bekend vanaf het Laat-Eoceen. Tegenwoordig leven er nog meerdere soorten van dit geslacht.

## Beschrijving
Deze zanddollars heeft een afgeronde vijfhoekige schaal, die op zijaanzicht laag kegelvormig is. Op de bovenkant van de schaal bevinden zich kleine knobbels, die zijn bezet met korte stekels. De vijf ambulacraalvelden, die zich aftekenen op het bovenoppervlak, vertonen een in het oog springende bloemfiguur met rijen spleetvormige poriën. De door kaken omgeven kleine cirkelvormige mondopening ligt centraal in de hol welvende onderzijde. De anus ligt ook aan de onderzijde maar dan aan de achterrand. De normale diameter bedraagt ongeveer 12 cm.

## Leefwijze
Soorten uit dit geslacht bewonen ondiepe, tropische wateren. Ze leven geheel of deels ingegraven in het zand. Voedsel wordt verkregen uit het sediment.

## Soorten
- Clypeaster abruptus Sánchez Roig, 1926 †
- Clypeaster aciadatus Checchia-Rispoli, 1925 †
- Clypeaster aegyptiacus Michelin, 1863 †
- Clypeaster aichinoi Checchia-Rispoli, 1925 †
- Clypeaster aloysioi (Brito, 1959)
- Clypeaster amplificatus Koehler, 1922
- Clypeaster annandalei Koehler, 1922
- Clypeaster australasiae (Gray, 1851)
- Clypeaster blumenthali Lambert & Jeannet, 1928 †
- Clypeaster borgesi Lambert, 1934 †
- Clypeaster brevipetalus Martin, 1937 †
- Clypeaster brodermanni Sánchez Roig, 1949 †
- Clypeaster calzadai Via & Padreny, 1970 †
- Clypeaster campanulatus (Schlotheim, 1820) †
- Clypeaster canimarensis Palmer, 1949 †
- Clypeaster cermenatii Checchia-Rispoli, 1925 †
- Clypeaster cerullii Checchia-Rispoli, 1925 †
- Clypeaster chesheri Serafy, 1970
- Clypeaster chiapasensis Mullerried, 1951 †
- Clypeaster cipollae Checchia-Rispoli, 1925 †
- Clypeaster concavus Cotteau, 1875 †
- Clypeaster cortesei Checchia-Rispoli, 1925 †
- Clypeaster crassus Kier, 1963 †
- Clypeaster cremai Checchia-Rispoli, 1929 †
- Clypeaster cyclopilus H.L. Clark, 1941
- Clypeaster dalpiazi Socin, 1942 †
- Clypeaster defiorei Checchia-Rispoli, 1940 †
- Clypeaster densus Sánchez Roig, 1949 †
- Clypeaster durandi (Cherbonnier, 1959)
- Clypeaster egregins †
- Clypeaster elevatus Sánchez Roig, 1949 †
- Clypeaster elongatus H.L. Clark, 1948
- Clypeaster epianthus Meznerics, 1941 †
- Clypeaster euclastus H.L. Clark, 1941
- Clypeaster europacificus H.L. Clark, 1914
- Clypeaster eurychorius H.L. Clark, 1925
- Clypeaster eurychorus Arnold & H. L. Clark, 1934 †
- Clypeaster eurypetalus H.L. Clark, 1925
- Clypeaster fervens Koehler, 1922
- Clypeaster franchii Checchia-Rispoli, 1925 †
- Clypeaster garganicus Checchia-Rispoli, 1938 †
- Clypeaster guadalupense Sánchez Roig, 1952 †
- Clypeaster guillermi Sánchez Roig, 1952 †
- Clypeaster henjamensis Clegg, 1933 †
- Clypeaster hernandezi Sánchez Roig, 1949 †
- Clypeaster herrerae Lambert, 1926 †
- Clypeaster humilis (Leske, 1778)
- Clypeaster insignis Seguenza, 1880 †
- Clypeaster intermedius Des Moulins, 1837 †
- Clypeaster isolatus Serafy, 1971
- Clypeaster japonicus Döderlein, 1885
- Clypeaster julii Roman, 1952 †
- Clypeaster kemencensis Meznerics, 1941 †
- Clypeaster kieri Pawson & Phelan, 1979
- Clypeaster kugleri Jeannet, 1928 †
- Clypeaster lamegoi Marchesini Santos, 1958 †
- Clypeaster lamprus H.L. Clark, 1914
- Clypeaster latirostris Michelin, 1861 †
- Clypeaster latissimus (Lamarck, 1816)
- Clypeaster leptostracon A. Agassiz & H.L. Clark, 1907
- Clypeaster libycus Desio, 1929 †
- Clypeaster lopezriosi Sánchez Roig, 1953 †
- Clypeaster luetkeni Mortensen, 1948
- Clypeaster lytopetalus A. Agassiz & H.L. Clark, 1907
- Clypeaster malumbangensis Israelsky, 1933 †
- Clypeaster maribonensis Sánchez Roig, 1949 †
- Clypeaster marinanus Jackson, 1937 †
- Clypeaster marquerensis Durham, 1950 †
- Clypeaster maulwarensis Clegg, 1933 †
- Clypeaster microstomus Lambert, 1912 †
- Clypeaster millosevichi Checchia-Rispoli, 1923 †
- Clypeaster miniaceus H.L. Clark, 1925
- Clypeaster minihagali Deraniyagala, 1956 †
- Clypeaster moianensis Via & Padreny, 1970 †
- Clypeaster mombasanus Currie, 1938 †
- Clypeaster moronensis Sánchez Roig, 1951 †
- Clypeaster mutellensis †
- Clypeaster novaresei Checchia-Rispoli, 1925 †
- Clypeaster nummus Mortensen, 1948
- Clypeaster ochrus H.L. Clark, 1914
- Clypeaster okinawa Cooke, 1954 †
- Clypeaster oliveirai Krau, 1952
- Clypeaster oshimensis Ikeda, 1935
- Clypeaster ovatus Palmer, 1949 †
- Clypeaster pallidus H.L. Clark, 1914
- Clypeaster palmeri Sánchez Roig, 1949 †
- Clypeaster patae Imbesi Smedile, 1958 †
- Clypeaster pateriformis Mortensen, 1948
- Clypeaster paulinoi Marchesini Santos, 1958 †
- Clypeaster pileus Israelsky, 1924 †
- Clypeaster pinarensis Lambert & Sánchez Roig, 1934 †
- Clypeaster planus Sánchez Roig, 1949 †
- Clypeaster polygonalis Sánchez Roig, 1949 †
- Clypeaster profundus Sánchez Roig, 1949 †
- Clypeaster prostratus Ravenel, 1848
- Clypeaster pulchellus Checchia-Rispoli, 1925 †
- Clypeaster rangianus Desmoulins, 1835
- Clypeaster rarispinus de Meijere, 1903
- Clypeaster ravenelii (A. Agassiz, 1869)
- Clypeaster reticulatus (Linnaeus, 1758)
- Clypeaster revellei Durham, 1950 †
- Clypeaster romani Kier, 1964 †
- Clypeaster rosaceus (Linnaeus, 1758)
- Clypeaster rotundus (A. Agassiz, 1863)
- Clypeaster saipanicus Cooke, 1957 †
- Clypeaster sanchezi Lambert, 1926 †
- Clypeaster sandovali Sánchez Roig, 1949 †
- Clypeaster sanrafaelensis Palmer, 1949 †
- Clypeaster speciosus Verrill, 1870
- Clypeaster subdepressus (Gray, 1825)
- Clypeaster tariccoi Checchia-Rispoli, 1923 †
- Clypeaster tavanii Imbesi Smedile, 1958 †
- Clypeaster telurus H.L. Clark, 1914
- Clypeaster tenuicoronae Palmer, 1949 †
- Clypeaster topilanus Jackson, 1937 †
- Clypeaster trevisani Imbesi Smedile, 1958 †
- Clypeaster tumescens Imbesi Smedile, 1958 †
- Clypeaster tumidus (Tension-Woods, 1878)
- Clypeaster tyrrenicus Checchia-Rispoli, 1925 †
- Clypeaster vasatensis Lambert, 1928 †
- Clypeaster virescens Döderlein, 1885
- Clypeaster zamboninii Checchia-Rispoli, 1925 †